# Fauna del Mar Mediterraneo
La seguente è una lista, in ordine alfabetico, di alcune delle specie della fauna rinvenibili nel mar Mediterraneo.

## A
- Acciuga (Engraulis encrasicolus)
- Aguglia (Belone belone)
- Anguilla (Anguilla anguilla)
- Aquila di mare (Myliobatis aquila)
- Aragosta mediterranea (Palinurus elephas)
- Arca di Noè (Arca noae)
- Astice europeo (Homarus gammarus)
- Ascidia mentula (Ascidia mentula)
- Attinia di sabbia (Condylactis aurantiaca)

## B
- Balenottera comune (Balaenoptera physalus)
- Barracudina comune (Paralepis speciosa)
- Barracudina pseudosfirenoide (Lestidiops jayakari pseudosphyraenoides)
- Barracudina sfirenoide (Lestidiops sphyrenoides)
- Bavosa adriatica (Lipophrys adriaticus)
- Bavosa capone (Lipophrys trigloides)
- Bavosa gattorugine (Parablennius gattorugine)
- Bavosa guance gialle (Lipophrys canevae)
- Bavosa occhiuta (Blennius ocellaris)
- Becco d'anatra (Nettastoma melanurum)
- Biscia di mare mezzana (Dalophis imberbis)
- Biscia di mare cieca (Apterichtus caecus)
- Biscia di mare rosa (Ophichthus rufus)
- Boga (Boops boops)

## C
- Calamaro comune (Loligo vulgaris)
- Cannolicchio (Solen marginatus)
- Capodoglio (Physeter macrocephalus)
- Capelli di Venere (Anemonia sulcata)
- Caravella portoghese (Physalia physalis)
- Castagnola (Chromis chromis)
- Cavalluccio camuso (Hippocampus guttulatus)
- Cavalluccio marino (Hippocampus hippocampus)
- Cefalo comune (Mugil cephalus)
- Cefalo dorato (Liza aurata)
- Cernia bruna (Epinephelus marginatus)
- Cernia nera (Epinephelus caninus)
- Cetriolo di mare (Holothuria tubulosa)
- Chimera (Chimaera monstrosa)
- Cinopontico (Cynoponticus ferox)
- Corallo rosso (Corallium rubrum)
- Corvina (Sciaena umbra)
- Cozza (Mytilus galloprovincialis)
- Cassiopea mediterranea (Cotylorhiza tuberculata)
- Cuore di laguna (Cerastoderma glaucum)

## D
- Delfino comune (Delphinus delphis)
- Delfino tursiope (Tursiops truncatus)
- Dente di cane (Thoracica)
- Dentice (Dentex dentex)
- Donzella (Coris julis)
- Donzella pavonina (Thalassoma pavo)

## F
- Facciolella (Facciolella oxyrhyncha)
- Foca monaca (Monachus monachus)

## G
- Gallinella (Chelidonichthys lucernus)
- Gamberetto fantasma freccia (Periclimenes sagittifer)
- Gambero grigio (Crangon crangon)
- Gambero meccanico (Stenopus spinosus)
- Gambero rosa del Mediterraneo (Parapenaeus longirostris)
- Gambero rosso (Aristaeomorpha foliacea)
- Gambero pistola (Alpheus heterochaelis)
- Gambero vinaio (Gnathophyllum elegans)
- Gambero viola (Aristeus antennatus)
- Gattuccio (Scyliorhinus canicula)
- Gorgonia bianca (Eunicella singularis)
- Gorgonia gialla (Eunicella cavolinii)
- Gorgonia rossa (Paramuricea clavata)
- Grampo (Grampus griseus)
- Granceola (Maja squinado)
- Granchio corridore (Pachygrapsus marmoratus)
- Granchio delle grotte (Herbstia condyliata)
- Granchio di sabbia (Liocarcinus vernalis)
- Granchio favollo (Eriphia verrucosa)
- Granchio melograno (Calappa granulata)
- Granchio peloso (Pilumnus hirtellus)
- Grongo (Conger conger)
- Grongo bicolore (Chlopsis bicolor)
- Grongo delle Baleari (Ariosoma balearicum)
- Grongo nasuto (Gnathophis mystax)

## L
- Lampreda di mare (Petromyzon marinus)
- Lampuga (Coryphaena hippurus)
- Latterino sardaro (Atherina hepsetus)

## M
- Mazzancolla (Penaeus kerathurus)
- Medusa luminosa (Pelagia noctiluca)
- Medusa quadrifoglio (Aurelia aurita)
- Miro (Echelus myrus)
- Merluzzo imperiale (Aulopus filamentosus)
- Mormora (Lithognathus mormyrus)
- Mostella (Phycis phycis)
- Murena (Muraena helena)
- Murena nera (Gymnothorax unicolor)

## N
- Nasello (Merluccius merluccius)

## O
- Occhiata (Oblada melanurus)
- Orata (Sparus aurata)
- Orca (Orcinus orca)
- Ostrica comune (Ostrea edulis)

## P
- Pagello fragolino (Pagellus erythrinus)
- Pagro (Pagrus pagrus)
- Pagro reale maschio (Pagrus caeruleostictus)
- Paguro bernardo (Pagurus bernhardus)
- Palamita (Sarda sarda)
- Palombo comune (Mustelus mustelus)
- Palombo stellato (Mustelus asterias)
- Pannocchia (Squilla mantis)
- Patata di mare (Halocynthia papillosa)
- Perchia (Serranus cabrilla)
- Pesce balestra (Balistes capriscus)
- Pesce beccaccino (Nemichthys scolopaceus)
- Pesce luna (Mola mola)
- Pesce palla (Sphaeroides cutaneus)
- Pesce pappagallo (Sparisoma cretense)
- Pesce pettine (Xyrichtys novacula)
- Pesce porco (Oxynotus centrina)
- Pesce prete (Uranoscopus scaber)
- Pesce San Pietro (Zeus faber)
- Pesce scorpione (Pteroides miles)
- Pesce spada (Xiphias gladius)
- Pesce trombetta (Macroramphosus scolopax)
- Pettine di mare (Pecten jacobaeus)
- Pie' di pellicano (Aporrhais pespelecani)
- Pigna di mare (Phallusia mammillata)
- Polmone di mare (Rhizostoma pulmo)
- Pomodoro di mare (Actinia equina)
- Polpessa (Callistoctopus macropus)
- Polpo comune (Octopus vulgaris)
- Pseudorca (Pseudorca crassidens)

## R
- Rana pescatrice (Lophius piscatorius)
- Re di triglie (Apogon imberbis)
- Riccio corona (Centrostephanus longispinus)
- Riccio femmina (Paracentrotus lividus)
- Ricciola (Seriola dumerili)
- Ricciola carpenteri (Seriola carpenteri)
- Ricciola falcata (Seriola rivoliana)
- Ricciola fasciata (Seriola fasciata)

## S
- Salpa (Sarpa salpa)
- Sarago comune (Diplodus vulgaris)
- Sarago faraone (Diplodus cervinus cervinus)
- Sarago maggiore (Diplodus sargus sargus)
- Sarago pizzuto (Diplodus puntazzo)
- Sarago sparaglione (Diplodus annularis)
- Sardina (Sardina pilchardus)
- Scorfano nero (Scorpaena porcus)
- Scorfano rosso (Scorpaena scrofa)
- Seppia comune (Sepia officinalis)
- Sgombro (Scomber scombrus)
- Smeriglio (Lamna nasus)
- Sogliola comune (Solea solea)
- Sogliola fasciata (Microchirus variegatus)
- Sogliola occhiuta (Microchirus ocellatus)
- Spinarolo (Squalus acanthias)
- Spinarolo bruno (Squalus blainville)
- Spirografo (Sabella spallanzanii)
- Spugna dello spondilio (Crambe crambe)
- Spugna mediterranea (Spongia officinalis)
- Squadro (Squatina squatina)
- Squadro pelle rossa (Squatina oculata)
- Squatina aculeata (Squatina aculeata)
- Squalo bianco (Carcharodon carcharias)
- Squalo bronzo (Carcharhinus brachyurus)
- Squalo capopiatto (Hexanchus griseus)
- Squalo elefante (Cetorhinus maximus)
- Squalo grigio (Carcharhinus plumbeus)
- Squalo manzo (Heptranchias perlo)
- Squalo martello (Sphyrna zygaena)
- Squalo orlato (Carcharhinus limbatus)
- Squalo serico (Carcharhinus falciformis)
- Squalo tissitore (Carcharhinus brevipinna)
- Squalo toro (Carcharias taurus)
- Squalo volpe (Alopias vulpinus)
- Squalo volpe occhione (Alopias superciliosus)
- Stella arancio (Hacelia attenuata)
- Stella irregolare (Astropecten irregularis)
- Stella jonstoni (Astropecten jonstoni)
- Stella marina rossa (Echinaster sepositus)
- Stella marina spinosa (Marthasterias glacialis)
- Stella marina variabile (Coscinasterias tenuispina)
- Stella pettine maggiore (Astropecten aranciacus)
- Stella platyacanthus (Astropecten platyacanthus)
- Stella serpente (Ophidiaster ophidianus)
- Storione bianco (Acipenser transmontanus)
- Storione cobice (Acipenser naccarii)
- Storione comune (Acipenser sturio)
- Storione ladano (Huso huso)

## T
- Tanuta (Spondyliosoma cantharus)
- Tartaruga comune (Caretta caretta)
- Tartaruga embricata (Eretmochelys imbricata)
- Tartaruga liuto (Dermochelys coriacea)
- Tartaruga verde (Chelonia mydas)
- Tellina (Donax trunculus)
- Tonno alalunga (Thunnus alalunga)
- Tonno rosso (Thunnus thynnus)
- Tordo codanera (Centrolabrus melanocercus)
- Tordo fischietto (Labrus mixtus)
- Tordo grigio (Symphodus cinereus)
- Tordo marvizzo (Labrus viridis)
- Tordo nero (Labrus merula)
- Tordo occhionero (Symphodus melops)
- Tordo pavone (Symphodus tinca)
- Tordo rosso (Symphodus mediterraneus)
- Tordo verde (Symphodus roissali)
- Torpedine marezzata (Torpedo marmorata)
- Torpedine nera (Torpedo nobiliana)
- Torpedine ocellata (Torpedo torpedo)
- Totano (Todarodes sagittatus)
- Tracina drago (Trachinus draco)
- Tracina radiata (Trachinus radiatus)
- Tracina vipera (Echiichthys vipera)
- Triglia di fango (Mullus barbatus)
- Triglia di scoglio (Mullus surmuletus)
- Trigone (Dasyatis pastinaca)
- Trigrone spinoso (Dasyatis centroura)

## V
- Vacchetta di mare (Discodoris atromaculata)
- Verdesca (Prionace glauca)
- Vongola verace (Venerupis decussata)
- Vongola verace falsa (Venerupis philippinarum)
- Vermocane (Hermodice carunculata)

## Z
- Zigrino (Dalatias licha)